# Allenbatrachus grunniens
Allenbatrachus grunniens (лат.) — вид морских лучепёрых рыб из семейства батраховых (Batrachoididae).

## Описание
Длина тела до 30 см. В спинном плавнике 3 жестких и 18—22 мягких лучей. В анальном плавнике 16—17 мягких лучей. Позвонков 26—27.

## Ареал
Распространены в Индо-Тихоокеанской области. Известен из Персидского залива. Встречается в дельте Меконга.

## Образ жизни
Это морской и солоноватоводный тропический вид. Придонная хищная рыба, поджидающая добычу в засаде.

## Allenbatrachus grunniensи человек
Allenbatrachus grunniens ядовит. Охранный статус вида не определен. Не является объектом промысла.